# Vojislav Stanimirović
Vojislav Stanimirović (en serbe : Војислав Станимировић ; né le 19 août 1953 à Tovarnik, est un homme politique Serbe de Croatie ainsi que le fondateur et ancien président du Parti démocratique indépendant serbe. Au cours de sa carrière politique, il a occupé diverses fonctions au sein des institutions et des organisations politiques de Croatie et de la république serbe autoproclamée de Krajina. Il est élu au Parlement croate (Sabor) de 2011 à 2015, président du Parti démocratique indépendant serbe de 1997 à 2017, président du Conseil exécutif serbe transitoire de la Slavonie orientale, Baranya et Syrmie occidentale (abrégé en Slavonie orientale) et ministre sans portefeuille dans le dernier cabinet de Milan Babić du gouvernement de la république serbe de Krajina.
Au fil des ans, les positions politiques de Stanimirović ont évolué, passant de celle de faucon (en), radical serbe, défenseur de l'unification de la république serbe de Krajina et de la Republika Srpska (en) avant l'opération Tempête et critique éminent des autorités locales plus conciliantes et alignées sur la république fédérale de Yougoslavie en Slavonie orientale, au principal partisan de la modération et du compromis après le lancement de la mission de l'ATNUSO dans la région. Il était plus disposé à faire des compromis durant cette période que ses anciens adversaires[réf. nécessaire]. Grâce à cette transformation, Stanimirović est devenu l'un des représentants politiques serbes les plus en vue de l'après-guerre en Croatie.

## Biographie
Stanimirović est né à Tovarnik près de Vukovar. Il est diplômé de la faculté de médecine de l'université de Belgrade.
Lors de la bataille de Vukovar en 1991, Stanimirović est un officier de réserve qui dirige le corps médical de l'Armée populaire yougoslave,. En 1992, l'armée yougoslave le nomme directeur de l'hôpital de Vukovar et en 1993, il se lance en politique. Stanimirović est maire de Vukovar pendant la période où cette ville est sous occupation serbe.
Dans l'article qu'il publie en 1993 dans le journal local « Vojska Krajine », l'hôpital de Vukovar est décrit comme « le dernier fort Oustachi ». En raison du massacre d'Ovčara qui y est lié, cette déclaration suscite l'indignation des médias croates lorsqu'elle est publiée à l'approche des élections législatives croates de 2003. Stanimirović déclare que cette affirmation a été rajoutée à son article.
En 1995, Stanimirović est décoré de l'ordre des Mérites spéciaux de Podunavlje par l'ancien président de la république serbe de Bosnie Radovan Karadžić à Banja Luka.
Il est membre du Parlement croate du 22 décembre 2003 au 11 janvier 2008. Il est également élu lors des élections parlementaires croates de 2007, mais ne siège que jusqu'en octobre 2008, date à laquelle son adjoint le remplace.